# Acomys mullah
Acomys mullah е вид бозайник от семейство Мишкови (Muridae).

## Разпространение
Видът е разпространен в Джибути, Еритрея, Етиопия и Сомалия.